# Hertali
Der Hertali, auch Dabita Ale genannt, ist ein Spaltenvulkan in Äthiopien, die die Lavafelder am südlichen Ende der Awashebene. Er liegt etwa 50 km nordöstlich des Dofen. Es wird angenommen, dass er während des späten Pleistozäns und des Holozäns aktiv war. Diese Annahmen basieren auf seinem „jugendlichen“ Aussehen. Seine Position hat sich zuletzt von 2008 bis 2010 durch die Deformation des 10 km südlich liegenden Haledebi verändert.